# Témiscouata
Témiscouata ist eine regionale Grafschaftsgemeinde (französisch municipalité régionale de comté, MRC) in der kanadischen Provinz Québec.
Sie liegt in der Verwaltungsregion Bas-Saint-Laurent und besteht aus 19 untergeordneten Verwaltungseinheiten (drei Städte, zwölf Gemeinden und vier Sprengel). Die MRC wurde am 1. Januar 1982 gegründet. Der Hauptort ist Témiscouata-sur-le-Lac. Die Einwohnerzahl beträgt 19.574 (Stand: 2016) und die Fläche 3.904,03 km², was einer Bevölkerungsdichte von 5,0 Einwohnern je km² entspricht.

## Gliederung
Stadt (ville)
- Dégelis
- Témiscouata-sur-le-Lac
- Pohénégamook

Gemeinde (municipalité)
- Auclair
- Biencourt
- Lac-des-Aigles
- Lejeune
- Rivière-Bleue
- Saint-Athanase
- Saint-Elzéar-de-Témiscouata
- Saint-Honoré-de-Témiscouata
- Saint-Jean-de-la-Lande
- Saint-Juste-du-Lac
- Saint-Pierre-de-Lamy
- Packington

Sprengel (municipalité de paroisse)
- Saint-Eusèbe
- Saint-Louis-du-Ha! Ha!
- Saint-Marc-du-Lac-Long
- Saint-Michel-du-Squatec